# Délégation de Faouar
Faouar ou al-Fawār est une délégation tunisienne dépendant du gouvernorat de Kébili.
En 2004, elle compte 16 296 habitants, dont 8 228 hommes et 8 068 femmes répartis dans 2 687 ménages et 3 528 logements.